# Edmar Gees de Souza
Edmar Gees de Souza (21 mei 1987, Arapongas (Brazilië) - alias Matheus Paraná - is een Braziliaanse voetballer die bij voorkeur als aanvaller speelt. Hij verruilde in mei 2011 Operário Ferroviário EC voor Londrina EC.
Matheus Parana debuteerde in 2005 in het betaald voetbal in het shirt van Iraty SC, op dat moment actief in de Campeonato Brasileiro Série C. In juli 2006 haalde Fenerbahçe SK hem naar Turkije. In de Süper Lig is een regeling van maximaal acht buitenlandse spelers per club van toepassing waardoor hij niet in de selectie opgenomen mocht worden en voor één jaar verhuurd werd aan Bursaspor. Dit werd ook gedaan zodat hij in Turkije ervaring op kon doen. Zijn eerste en enige doelpunt voor Bursaspor was op 10 december 2006, tegen de aartsrivaal van Fenerbahçe, Galatasaray SK. Daarna werd hij nog verhuurd aan Ankaraspor en Coritiba FC. In 2008 keerde hij definitief terug naar Brazilië, waar hij achtereenvolgens uitkwam voor Fortaleza EC, Iraty SC en AD São Caetano.

## Carrière
| Seizoen                     | Land                        | Club                        | Competitie | Wedstrijden | Goals |
| --------------------------- | --------------------------- | --------------------------- | ---------- | ----------- | ----- |
| 2006/07                     | Turkije                     | Bursaspor                   | Süper Lig  | 17          | 1     |
| Bijgewerkt tot 16 juni 2007 | Bijgewerkt tot 16 juni 2007 | Bijgewerkt tot 16 juni 2007 | Totaal     | 17          | 1     |